# Ultra-Trail du Mont-Blanc
Ultra-Trail du Mont-Blanc ( UTMB ) — це гірська ультрамарафонська гонка, вперше проведена в 2003 році, яка проходить за маршрутом  Тур де Мон-Блан . Її вважають найбільш конкурентною трейл- ультрамарафонською гонкою у світі. 
Перейменована у 2023 році на UTMB World Series Finals, це заключна подія кваліфікаційних перегонів UTMB World Series, що проводяться по всьому світу. 

## Опис
Змагання проводяться раз на рік в останні вихідні серпня або перші вихідні вересня в Альпах . Вони проходять по маршруті Тур де Мон-Блан через Францію, Італію та Швейцарію. Відстань становить приблизно 171 кілометр (106 миля) і загальний набір висоти близько 10 040 метрів (32 940 фут) . Вважають одним із найскладніших трейлових змагань у світі та одним із найбільших із понад 2500 учасників.  Це одна з кількох гонок під час тижневого фестивалю, який проходить навколо Шамоні у Франції, і є гонкою світового туру Ultra-Trail . Перегони мають суворі вимоги до вступу та кваліфікації, які досягаються шляхом накопичення достатньої кількості очок під час кваліфікаційних перегонів за попередні два роки. У 2016 і 2017 роках 42% і 35% бігунів не закінчили гонку UTMB. 
Сьогодні змагання складаються з наступних дистанцій;
- UTMB: Ultra-Trail du Mont-Blanc (171 км +10 040 м)
- CCC: Курмайор - Шампекс - Шамоні (101 км +6100 м)
- TDS: Sur les Traces des Ducs de Savoie (145 км +9100 м)
- OCC: Орсьєр - Шампекс - Шамоні (56 км +3460 м)
- PTL: La Petite Trotte à Léon (прибл. 300 км +30 000 м)
- MCC: De Martigny-Combe à Chamonix (40 км +2300 м)
- YCC: молодість Шамоні Курмайор (15 км +1100 м)